# Чемпионат России по лёгкой атлетике в помещении 1995
Открытый чемпионат России по лёгкой атлетике в помещении 1995 года прошёл 24—26 февраля в Волгограде в манеже ВГАФКа. Соревнования являлись отборочными в сборную России на чемпионат мира в помещении, прошедший 10—12 марта в испанской Барселоне. В чемпионате приняли участие спортсмены из 63 регионов страны. На протяжении 3 дней было разыграно 26 комплектов медалей.
Зимой 1995 года также были проведены чемпионаты России в отдельных дисциплинах лёгкой атлетики:
- 3—4 февраля — чемпионат России по многоборьям в помещении (Челябинск)
- 4—5 февраля — чемпионат России по суточному бегу в помещении (Подольск)

## Медалисты

### Мужчины
| Дисциплина             | Золото                                 | Золото  | Серебро                           | Серебро | Бронза                              | Бронза  |
| ---------------------- | -------------------------------------- | ------- | --------------------------------- | ------- | ----------------------------------- | ------- |
| 60 м                   | Андрей Григорьев Омская область        | 6,52    | Юрий Мизера Московская область    | 6,58    | Дмитрий Бартенев Москва             | 6,60    |
| 200 м                  | Дмитрий Бартенев Москва                | 21,45   | Андрей Юсупов Красноярский край   | 21,63   | Константин Дёмин Московская область | 21,77   |
| 400 м                  | Михаил Вдовин Пензенская область       | 47,19   | Дмитрий Косов Приморский край     | 47,54   | Руслан Мащенко Воронежская область  | 47,67   |
| 800 м                  | Павел Долгушев Москва                  | 1.50,32 | Анатолий Бутковский Белоруссия    | 1.50,43 | Олег Степанов Курганская область    | 1.50,57 |
| 1500 м                 | Анатолий Бутковский Белоруссия         | 3.46,12 | Олег Степанов Курганская область  | 3.48,23 | Андрей Рязанов Курганская область   | 3.48,49 |
| 3000 м                 | Александр Белов Иркутская область      | 8.02,77 | Вячеслав Шабунин Москва           | 8.03,48 | Венер Кашаев Башкортостан           | 8.03,70 |
| 2000 м с препятствиями | Геннадий Панин Татарстан               | 5.30,56 | Алексей Горбунов Пермская область | 5.31,80 | Алексей Руденко Курская область     | 5.33,87 |
| 60 м с барьерами       | Евгений Печёнкин Новосибирская область | 7,52    | Александр Маркин Москва           | 7,55    | Сергей Манаков Татарстан            | 7,68    |
| Прыжок в высоту        | Григорий Федорков Москва               | 2,25 м  | Игорь Кульков Санкт-Петербург     | 2,22 м  | Константин Исаев Рязанская область  | 2,22 м  |
| Прыжок с шестом        | Максим Тарасов Ярославская область     | 5,80 м  | Вадим Строгалёв Москва            | 5,75 м  | Виктор Чистяков Москва              | 5,75 м  |
| Прыжок в длину         | Евгений Третьяк Краснодарский край     | 8,01 м  | Юрий Наумкин Краснодарский край   | 7,95 м  | Андрей Игнатов Краснодарский край   | 7,89 м  |
| Тройной прыжок         | Дмитрий Бызов Алтайский край           | 17,06 м | Андрей Каюков Хабаровский край    | 16,88 м | Сергей Арзамасов Казахстан          | 16,70 м |
| Толкание ядра          | Евгений Пальчиков Иркутская область    | 19,89 м | Дмитрий Латухин Санкт-Петербург   | 18,38 м | Алексей Шидловский Москва           | 17,89 м |

### Женщины
| Дисциплина             | Золото                                  | Золото      | Серебро                                 | Серебро     | Бронза                                   | Бронза      |
| ---------------------- | --------------------------------------- | ----------- | --------------------------------------- | ----------- | ---------------------------------------- | ----------- |
| 60 м                   | Надежда Рощупкина Тульская область      | 7,08        | не вручалась                            |             | Наталья Мерзлякова Свердловская область  | 7,15        |
| 60 м                   | Екатерина Лещёва Волгоградская область  | 7,08        | не вручалась                            |             | Наталья Мерзлякова Свердловская область  | 7,15        |
| 200 м                  | Екатерина Лещёва Волгоградская область  | 23,00       | Светлана Гончаренко Ростовская область  | 23,17       | Жанна Левашова Нижегородская область     | 23,90       |
| 400 м                  | Татьяна Чебыкина Московская область     | 52,92       | Елена Рузина Воронежская область        | 53,26       | Екатерина Куликова Санкт-Петербург       | 53,42       |
| 800 м                  | Елена Афанасьева Московская область     | 2.02,2      | Ирина Саморокова Иркутская область      | 2.02,6      | Алла Краснослободская Краснодарский край | 2.03,2      |
| 1500 м                 | Елена Каледина Башкортостан             | 4.18,21     | Ирина Саморокова Иркутская область      | 4.18,98     | Алла Краснослободская Краснодарский край | 4.19,60     |
| 3000 м                 | Мария Пантюхова Иркутская область       | 9.02,59     | Лидия Василевская Москва                | 9.02,66     | Елена Баранова Пермская область          | 9.05,68     |
| 2000 м с препятствиями | Людмила Куропаткина Ярославская область | 6.16,37     | Марина Плужникова Нижегородская область | 6.17,07     | Светлана Поспелова Иркутская область     | 6.24,57     |
| 60 м с барьерами       | Александра Пасхина Москва               | 8,03        | Наталья Шеходанова Красноярский край    | 8,07        | Наталья Юдакова Московская область       | 8,08        |
| Прыжок в высоту        | Татьяна Моткова Ярославская область     | 1,95 м      | Елена Топчина Санкт-Петербург           | 1,92 м      | Елена Поникаровских Санкт-Петербург      | 1,92 м      |
| Прыжок с шестом        | Марина Андреева Краснодарский край      | 4,06 м      | Наталья Механошина Краснодарский край   | 3,70 м      | Галина Енваренко Краснодарский край      | 3,65 м      |
| Прыжок в длину         | Людмила Галкина Саратовская область     | 6,89 м      | Ирина Мушаилова Краснодарский край      | 6,77 м      | Ольга Рублёва Волгоградская область      | 6,64 м      |
| Тройной прыжок         | Мария Сокова Московская область         | 14,54 м     | Ирина Мушаилова Краснодарский край      | 14,46 м     | Людмила Дубкова Москва                   | 13,94 м     |
| Толкание ядра          | Анна Романова [a] Брянская область      | 18,64 м [a] | Ирина Коржаненко [a] Ростовская область | 18,64 м [a] | Ирина Худорошкина [a] Московская область | 18,45 м [a] |

a  Весной 1995 года ИААФ сообщила о положительной допинг-пробе толкательницы ядра из России Ларисы Пелешенко. Тестирование было проведено 20 февраля 1995 года в шведском городе Худдинге. В соответствии с правилами, спортсменка была дисквалифицирована на 4 года, а её результаты после даты забора пробы — аннулированы, в том числе 1-е место на чемпионате России в помещении с результатом 19,52 м.

## Чемпионат России по многоборьям
Чемпионы страны в мужском семиборье и женском пятиборье определились 3—4 февраля 1995 года в Челябинске в манеже Уральской академии физической культуры. Высокие результаты были показаны в женской части соревнований. Второй результат в мировой истории записала в свой актив Светлана Москалец — 4866 очков (больше, 4991 очко, набирала только рекордсменка мира Ирина Белова). Ещё 4 участницы преодолели рубеж в 4500 очков.

### Мужчины
| Дисциплина | Золото                             | Золото    | Серебро                     | Серебро    | Бронза                        | Бронза     |
| ---------- | ---------------------------------- | --------- | --------------------------- | ---------- | ----------------------------- | ---------- |
| Семиборье  | Евгений Дудаков Ростовская область | 5953 очка | Николай Афанасьев Татарстан | 5728 очков | Сергей Хохлов Санкт-Петербург | 5515 очков |

### Женщины
| Дисциплина | Золото                   | Золото     | Серебро                       | Серебро    | Бронза                     | Бронза    |
| ---------- | ------------------------ | ---------- | ----------------------------- | ---------- | -------------------------- | --------- |
| Пятиборье  | Светлана Москалец Москва | 4866 очков | Ирина Тюхай Красноярский край | 4638 очков | Ирина Вострикова Татарстан | 4603 очка |

## Чемпионат России по суточному бегу
Чемпионат России по суточному бегу в помещении прошёл 4—5 февраля в Подольске на 133-метровом круге манежа местной ДЮСШ. Соревнования проходили в рамках сверхмарафона «Подольские сутки» и проводились в память о Николае Сафине, установившем здесь двумя годами ранее высшее мировое достижение (275 576 м).

### Мужчины
| Дисциплина   | Золото                   | Золото    | Серебро                            | Серебро   | Бронза                    | Бронза    |
| ------------ | ------------------------ | --------- | ---------------------------------- | --------- | ------------------------- | --------- |
| Суточный бег | Александр Щекин Мордовия | 258 145 м | Максим Воробьёв Московская область | 257 202 м | Сергей Ишмулкин Татарстан | 243 334 м |

### Женщины
| Дисциплина   | Золото                               | Золото    | Серебро                         | Серебро   | Бронза                             | Бронза    |
| ------------ | ------------------------------------ | --------- | ------------------------------- | --------- | ---------------------------------- | --------- |
| Суточный бег | Елена Сидоренкова Смоленская область | 220 645 м | Ирина Коваль Московская область | 210 237 м | Надежда Тарасова Калужская область | 207 969 м |

## Состав сборной России для участия в чемпионате мира
По итогам чемпионата и с учётом выполнения необходимых нормативов, в состав сборной для участия в чемпионате мира в помещении в испанской Барселоне вошли:
Мужчины
60 м: Андрей Григорьев, Юрий Мизера.

400 м: Михаил Вдовин.

1500 м: Вячеслав Шабунин.

60 м с барьерами: Евгений Печёнкин.

Прыжок с шестом: Максим Тарасов, Вадим Строгалёв.

Прыжок в длину: Евгений Третьяк, Юрий Наумкин.

Тройной прыжок: Дмитрий Бызов.

Толкание ядра: Евгений Пальчиков.
Женщины
60 м: Надежда Рощупкина, Екатерина Лещёва.

200 м: Наталья Воронова — имела освобождение от отбора, Светлана Гончаренко.

400 м: Ирина Привалова — имела освобождение от отбора, Татьяна Чебыкина.

Эстафета 4х400 м: Татьяна Чебыкина, Елена Рузина, Екатерина Куликова, Светлана Гончаренко.

800 м: Елена Афанасьева, Ирина Саморокова.

1500 м: Любовь Кремлёва — имела освобождение от отбора.

3000 м: Мария Пантюхова, Лидия Василевская.

60 м с барьерами: Александра Пасхина.

Прыжок в высоту: Елена Гуляева — имела освобождение от отбора, Татьяна Моткова.

Прыжок в длину: Людмила Галкина, Ирина Мушаилова.

Тройной прыжок: Иоланда Чен — имела освобождение от отбора, Мария Сокова.

Толкание ядра: Лариса Пелешенко.

Пятиборье: Светлана Москалец, Ирина Тюхай.